# اموتا، بخش جروا
اموتا، بخش جروا (به لاتین: Ammuta, Järva County) یک روستا در استونی است که در شهرستان یروا واقع شده‌است.